# Аподантес
Аподантес (лат. Apodanthes) — монотипный род растений семейства Аподантовые (Apodanthaceae), произрастающий на территории стран Центральной и Южной Америки. На 2023 год входит только один вид, Apodanthes caseariae — паразитическое растение, преимущественно растущее во влажных тропических биомах.

## Описание
Apodanthes caseariae — неприметное растение, лишённое хлорофилла, которое является паразитом на различных растениях-хозяевах, включая семейство Флакуртиевые (Flacourtiaceae). Единственной видимой частью растения являются беловатые цветки, которые появляются на ветвях хозяина. 
Цветки сидячие и многочисленные. Они имеют несколько прицветников, которые лежат в основе цветка. Лепестков обычно 4. У растения есть и тычиночные цветки, и пестичные цветки. Пестичные цветки имеют толстый столбик с головчатой и расширенной верхушкой, расположенной в центральной части цветка. Тычиночные цветки имеют такую же колонку, охватывающую многочисленные мелкие сидячие пыльники, расположенные в 2 ряда. Растение образует плоды, которые являются небольшими ягодами от желтоватого до оранжевого цвета. Плоды содержат многочисленные мелкие семена с коротким червеобразным придатком, которые расположены в складках простой или частично разделённой полости плода.

## Распространение
Белиз, Боливия, Бразилия, Колумбия, Коста-Рика, Эквадор, Французская Гвиана, Гватемала, Гайана, Гондурас, Никарагуа, Панама, Перу, Суринам, Венесуэла.

## Таксономия
Apodanthes Poit., первое упоминание в Ann. Sci. Nat. (Paris) 3: 422 (1824).

### Виды
По данным сайта Plants of the World Online на 2023 год, род включает один подтвержденный вид:
- Apodanthes caseariae Poit.

#### Синонимы (вида)
Гетеротипные (основанные на разных номенклатурных типах):
- Apodanthes flacourtiae Kasst. (1856)
- Apodanthes minarum Vattimo (1973)
- Apodanthes panamensis Vattimo (1973)
- Apodanthes roraimae Vattimo (1978)
- Apodanthes surinamensis Pulle (1909)
- Apodanthes tribracteata Rusby (1920)